# Ante Topić Mimara
Ante Topić Mimara (* 7. April 1898 in Koruščica, Österreich-Ungarn, heute Kroatien; † 30. Januar 1987 in Zagreb; gebürtig Ante Topić Matutin) war ein jugoslawischer Maler, Kunstsammler und Kunsthändler.
Er ging nach dem Ersten Weltkrieg nach Rom, um sich als Maler ausbilden zu lassen. Mimara betätigte sich anschließend als Maler, Restaurator, Kunstsammler und Kunsthändler. Nach dem Zweiten Weltkrieg arbeitete er am Central Collecting Point in München, wo er in den Besitz von angeblich aus Jugoslawien stammenden, von den Nationalsozialisten geraubten, Kunstwerken gelangte. Dabei half ihm die Kunsthistorikerin Wiltrud Mersmann, die er 1957 heiratete. Er lebte seit 1963 im von ihm erworbenen Schloss Neuhaus in Salzburg. 1972 vermachte er seine gesamte Sammlung dem heute nach ihm benannten Zagreber Mimara-Museum.